# Gerard Horenbout

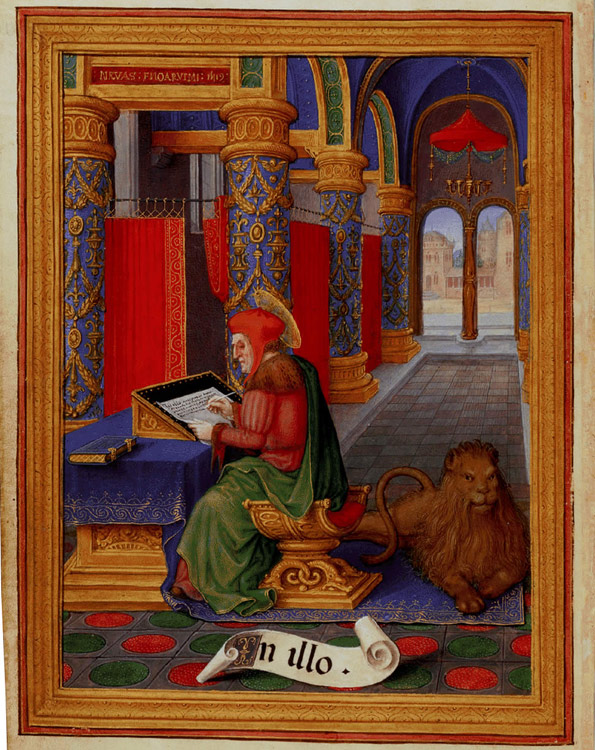
Sforza-getijdenboek De evangelist Marcus, ca. 1519, British Library, Londen

Gerard Horenbout (Gent?, ca. 1465 - Londen, 1540), ook vermeld als Hornebolt, Horenbaut of Harembourg, was een Vlaamse kunstschilder en miniaturist die werkzaam was in Gent en later in Londen. Hij was de vader van Lucas Horenbout en Susanna Horenbout.

## Biografie
Horenbout wordt voor het eerst vermeld in de archieven van de Sint-Lucasgilde in Gent op 25 augustus 1487. Hij betaalde de volledige toegangsbijdrage wat betekende dat hij toetrad als schilder en verluchter, want gildeleden die zich beperkten tot illuminatie betaalden slechts een kwart van het toegangsgeld. Van de vijf peters die hem patroneerden bij zijn aanvraag van het lidmaatschap van het gilde was er slechts één schilder, Lieven de Stoevere. Dit zou kunnen betekenen dat Horenbout zijn opleiding gekregen had in het atelier van deze artiest. Hij moet een vrij belangrijk atelier geleid hebben want twee van zijn leerlingen zijn gedocumenteerd. In 1498 nam hij een gezel in dienst, een zekere Hannekijn van den Dijcke en in 1502 nam hij een leerling aan voor de illuminatie, Heinric Heinricxzone. Waarschijnlijk kregen ook zijn drie kinderen, Lucas, Suzanna en Joris een opleiding in het atelier van hun vader. Horenbout was kort na zijn toetreding tot het gilde gehuwd met Margaretha Saunders en ze hadden samen zes kinderen.
In 1515 wordt hij benoemd tot hofschilder van Margaretha van Oostenrijk. Hij staat in de rekeningen van Margaretha vermeld als "paintre et enlumineur". Horenbout zou een jaarrente van 40 pond beloofd zijn en hij mocht verblijven in om het even welke stad, maar moest op eenvoudig verzoek ter beschikking zijn van de landvoogdes. Horenbout beklaagde zich er later over dat zijn rente nooit was uitbetaald maar de rekeningen zouden geregeld zijn in 1519. Horenbout ontmoette Albrecht Dürer toen die op bezoek was in Antwerpen in mei 1521, want Dürer kocht bij zijn bezoek een miniatuur met een Salvator Mundi van Horenbouts dochter Suzanna.
Over zijn activiteiten tussen 1522 en 1528 is er geen documentatie bewaard gebleven, maar tussen 1528 en 1531 werkt hij aan het hof van Hendrik VIII in Engeland, waar hij in de hofrekeningen is terug te vinden. De redenen voor zijn oversteek naar Engeland zijn niet bekend, maar mogelijkerwijs was hij lutheraan en zocht hij er veiligheid. Of hij nog naar Gent terugkeerde is onduidelijk. Gerard overleed waarschijnlijk in 1540 of 1541.
Zijn dochter Susanna huwde in Engeland met John Parker, "Yeoman of the Wardrobe" van de koning en was vooral bekend als een talentvolle miniaturiste. Ze was tevens eerste hofdame van Anna van Kleef en later van Catharina Parr. Van haar zijn geen werken bewaard gebleven.
Zijn zoon Lucas werd hofschilder aan het Engels hof. In de archieven staat hij vermeld als Hornebolte.
Sommige onderzoekers identificeren Horenbout met de Meester van Jacobus IV van Schotland, maar Brigitte Dekeyzer is het daar niet mee eens. Zij is van oordeel dat de twee miniaturen die in het Breviarium Mayer van den Bergh aan hem worden toegeschreven volledig afwijken van die van alle andere meesters die aan het werk hebben meegewerkt, inclusief de Jacobusmeester. De zeer gedetailleerde composities en onder meer de prachtige weergave van de stoffen van de gewaden is uniek. Ook het enorme ruimte- en dieptegevoel dat hij weet te creëren komen bij geen enkele van de andere miniaturisten voor. Ook T. Kren beweerde dat vergelijking van het corpus toegeschreven aan beide meesters geen assimilatie van de Jacobusmeester aan Gerard Horenbout toelaat. In Latere publicaties is T. Kren hierop teruggekomen en wordt de Jacobusmeester wel vereenzelvigd met Gerard Horenbout. Ook ander recente onderzoekers identificeren Gerard Horenbout als de Jacobusmeester.

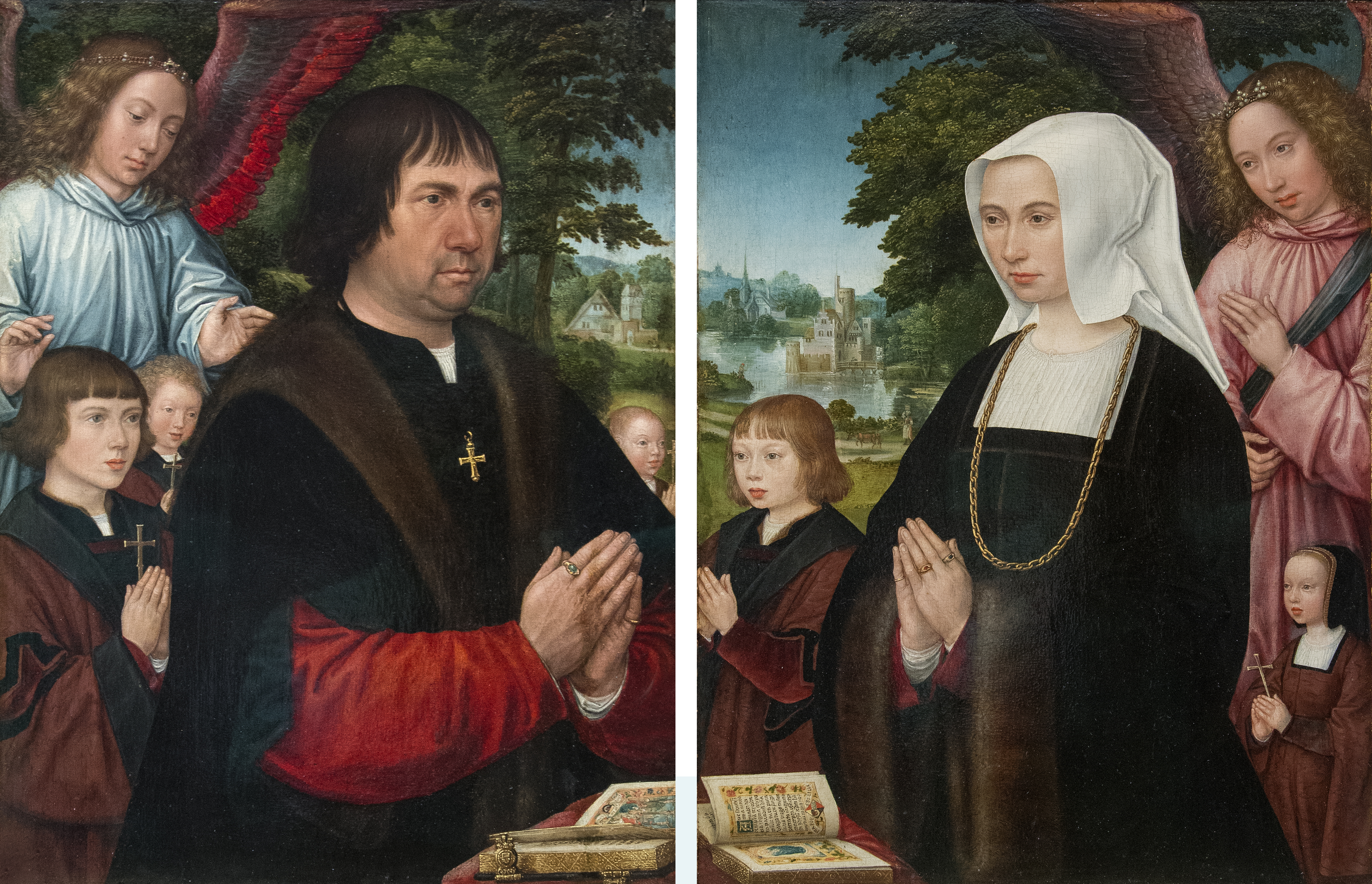
Portretten van Lieven van Pottelsberghe en Livina van Steelant, Museum voor Schone Kunsten te Gent

## Paneelschilder en miniaturist
Van zijn hand is een deel van de illustraties in het Sforza-getijdenboek (British Museum, Londen), dat hij voor Margaretha van Oostenrijk voltooide en waarvoor hij in 1520 betaald werd. De Sforza getijden zijn het enige gedocumenteerde werk van Horenbout. Maar er zijn daarnaast een aantal miniaturen in bekende werken van de Brugs-Gentse school die aan hem worden toegeschreven, zoals de schitterende miniaturen van de maanden in het Breviarium-Grimani (Sint-Marcusbibliotheek, Venetië). Dit werk werd vervaardigd in Gent en Brugge tussen ca. 1515 en 1520. In dat laatste jaar was het in het bezit van kardinaal Domenico Grimani, hoewel niet zeker is dat hij ook de opdrachtgever was. Aan dit boek werd ook meegewerkt door onder meer Alexander Bening. Ook in het Breviarium Mayer van den Bergh zijn een paar miniaturen van zijn hand terug te vinden en het Spinola-getijdenboek zou voor een groot deel door hem zijn verlucht.
Er zijn van Horenbout eveneens een aantal schilderijen bewaard gebleven: o.a. het portret van keizer Maximiliaan I (Koninklijk Museum voor Schone Kunsten te Brussel) en de portretten van Lieven van Pottelsberghe en Livina van Steelant (olieverf op paneel, Museum voor Schone Kunsten te Gent). Laatstgenoemde portretten zijn vermoedelijk vleugels van een triptiek. Horenbout zette in zijn werk de zuivere Vlaamse traditie verder, maar nam in architecturale achtergronden toch Italiaanse motieven over. Karel van Mander beschreef in 1604 vrij gedetailleerd twee andere schilderijen van Horenbout, een altaarstuk besteld door Lieven Huguenois, de abt van de Sint-Baafsabdij, en een tweezijdig beschilderd tondo, maar die werken werden nooit teruggevonden. Hij schilderde in 1522 voor Margaretha van Oostenrijk ook een portret van Christiaan II van Denemarken die een veilig onderkomen had gezocht in Antwerpen, maar ook dit werk is verloren gegaan.
Naast miniaturen en schilderijen produceerde Horenbout met zijn atelier tussen 1508 en 1509 tien kartons voor tapijten besteld door de Broederschap van Sinte Barbara voor de Gentse kapittelkerk van Sinte Veerle en voor het stadsbestuur vervaardigde hij een kaart van Gent en omgeving.